# Conus musicus
Espèce
Statut de conservation UICN

 LC  : Préoccupation mineure
Conus musicus est une espèce de mollusques gastéropodes marins de la famille des Conidae.
Comme toutes les espèces du genre Conus, ces escargots sont prédateurs et venimeux. Ils sont capables de « piquer » les humains et doivent donc être manipulés avec précaution, voire pas du tout.

## Description
La taille d'une coquille adulte varie entre 14 mm et 30 mm. La couleur de la coquille est blanchâtre, avec de larges bandes cendrées-violettes claires et d'étroites lignes tournantes de chocolat, fragmentées en lignes et taches courtes. La spire est souvent légèrement coronée, rayée de chocolat. 

## Distribution
cette espèce est présente dans la Mer Rouge et dans l'océan Indien au large de Aldabra, archipel des Chagos, Madagascar, Mozambique et Tanzanie ; dans l'océan Indien central (au large du Sri Lanka et des Maldives) vers les Îles Marshall, les Îles Salomon et Fidji, les Îles Ryukyu ; au large de l'Australie (Nouvelle-Galles du Sud, Territoire du Nord, Queensland, Australie-Occidentale).

### Niveau de risque d’extinction de l’espèce
Selon l'analyse de l'UICN réalisée en 2011 pour la définition du niveau de risque d'extinction, cette espèce se trouve dans l'océan Indien central, y compris au Sri Lanka et aux Maldives, et à l'est jusqu'aux îles Marshall, aux Fidji, à l'île Ryukyu et du nord-ouest à l'est de l'Australie. Cette espèce est largement distribuée, abondante, ne fait l'objet d'aucune menace majeure et se trouve probablement dans des zones marines protégées. Elle est classée comme étant de préoccupation mineure.

## Taxonomie

### Publication originale
L'espèce Conus musicus a été décrite pour la première fois en 1792 par le conchyliologiste danois Christian Hee Hwass dans « Encyclopédie méthodique ou par ordre de matières Histoire naturelle des vers - volume 1 » écrite par le naturaliste français Jean-Guillaume Bruguière (1750-1798),.

### Synonymes
- Conus (Harmoniconus) musicus Hwass, 1792 · appellation alternative
- Conus acutus G. B. Sowerby II, 1857 · non accepté
- Conus mighelsi Kiener, 1847 · non accepté
- Harmoniconus musicus (Hwass, 1792) · non accepté

### Sous-espèces
- Conus musicus parvatus Walls, 1979, accepté en tant que Conus parvatus Walls, 1979 (original rank)